# Rogatec község
Rogatec község (szlovén nyelven Občina Rogatec) Szlovénia 212 alapfokú közigazgatási egységének, azaz községének egyike a Savinjska statisztikai régióban. Adminisztratív központja Rogatec város. Jelenlegi formájában 1994. október 3-án alakult meg, amikor a korábbi nagyobb Šmarje pri Jelšah községet Kozje, Podčetrtek, Rogaška Slatina, Rogatec és Šmarje pri Jelšah községekre osztották. A község a történelmi szlovén Stájerország (Štajersko) régió része.

## A községhez tartozó települések
A községhez Rogatec székhelyen kívül a következő települések tartoznak:
- Brezovec pri Rogatcu
- Dobovec pri Rogatcu
- Donačka Gora
- Log
- Sveti Jurij
- Tlake
- Trlično
- Žahenberc

## Népesség
| Lakosok száma | 3136 | 3135 | 3135 | 3148 | 3133 | 3096 | 3084 | 3057 | 3094 | 3105 |
|               | 2008 | 2009 | 2011 | 2012 | 2013 | 2015 | 2016 | 2017 | 2019 | 2020 |